# Oak Lawn, Illinois
Oak Lawn är en ort (village) i Cook County, i delstaten Illinois, USA. Enligt United States Census Bureau har orten en folkmängd på 56 937 invånare (2011) och en landarea på 22,3 km².